# Astragalus dopolanicus
Astragalus dopolanicus är en ärtväxtart som beskrevs av Dieter Podlech. Astragalus dopolanicus ingår i släktet vedlar, och familjen ärtväxter. Inga underarter finns listade i Catalogue of Life.